# Мультивібратор

Схема одновібратора на біполярних транзисторах

Схема мультивібратора на біполярних транзисторах

Мультивібра́тор — релаксаційний генератор електричних коливань прямокутного типу. Термін ввів голландський фізик ван дер Пол, тому що в спектрі мультивібратора є багато гармонік — на відміну від генератора синусоїдних коливань («моновібратора»).
Мультивібратор описали Ікклз і Джордан 1919 року.
Мультивібратор є одним з найпоширеніших генераторів імпульсів прямокутної форми, що являє собою двокаскадний резистивний підсилювач з додатним зворотним зв'язком. В електронній техніці використовуються найрізноманітніші варіанти схем мультивібратора, які різняться між собою за типом використовуваних елементів (лампові, транзисторні, тиристорні, мікроелектронні і так далі), режиму роботи (автоколивальних, режиму очікування, синхронізації), видами зв'язку між підсилювальними елементами, способах регулювання тривалості і частоти генерованих імпульсів і так далі.
Віднесення мультивібратора до класу автогенератори виправдане лише при автоколивальному режимі його роботи. У режимі очікування мультивібратор виробляє імпульси тільки тоді, коли на його вхід надходять спеціальні сигнали, які його запускають. Режим синхронізації відрізняється від автоколивальних лише тим, що в цьому режимі за допомогою зовнішнього керувальної (синхронізувальної) напруги можна змінювати частоту генерованих коливань.

## Принцип роботи
Схема може знаходитися в одному з двох нестабільних станів і періодично переходить з одного в інший. Фаза переходу дуже коротка завдяки дії позитивного зворотного зв'язку між каскадами посилення.
При вмиканні живлення через резистори R1, R3 на бази транзисторів подається напруга, яка відкриває транзистори. При цьому напруга на колекторах починає зменшуватись і ця зміна напруги з виходу кожного з транзисторів подається на вхід іншого, протидіючи його відкриванню. Через розбіжності в параметрах деталей, один з транзисторів відкривається, а інший повністю закривається. Припустимо, що має місце:
- Стан 1: Q1 закритий, Q2 відкритий і насичений, C1 заряджається струмом бази Q2 через R1 і Q2, після чого при повністю зарядженому C1 (полярність заряду вказана на схемі) через R1 струм не тече. C2, заряджений раніше в попередньому стані 2 (полярність за схемою), починає повільно розряджатися через відкритий Q2 і R3.
- Стан 2: то ж в дзеркальному відображенні (Q1 відкритий і насичений, Q2 закритий).

R1 і R4 підбираються набагато менші, ніж R3 і R2, щоб зарядка конденсаторів через R1 і R4 була швидше, ніж розрядка через R3 і R2. Чим більше буде час зарядки конденсаторів, тим пологішими виявляться фронти імпульсів. Відношення R3/R1 і R2/R4 не повинні бути більше, ніж коефіцієнти підсилення відповідних транзисторів, інакше транзистори не будуть відкриватися повністю.